# Indias de Mayagüez
Indias de Mayagüez est un club portoricain de volley-ball fondé en 1998 et basé à Mayagüez, évoluant pour la saison 2013 en LVSF.

## Palmarès
- Championnat de Porto Rico
  - Vainqueur : 2013.
  - Finaliste : 2002, 2005, 2015.

## Effectifs

### Saison 2013
Entraîneur : Henry Collazo  Porto Rico